# Psychic (film)
Pour les articles homonymes, voir Beyond.
Ne doit pas être confondu avec Disparition inquiétante (série télévisée).
Pour plus de détails, voir Fiche technique et Distribution.
Psychic ou Disparition inquiétante (Beyond) est un thriller psychologique américain réalisé par Josef Rusnak, sorti directement en DVD en 2012.

## Synopsis
Un lieutenant de police, proche de la retraite, s'associe à un jeune médium afin de tenter de résoudre une affaire délicate : l'enlèvement d'une fillette. Cette affaire réveille de douloureux souvenirs chez lui.

## Fiche technique
- Titre original : Beyond
- Titre français : Psychic ou Disparition inquiétante[1] (télévision)
- Réalisation : Josef Rusnak
- Scénario : Gregory Gieras
- Direction artistique : Yvonne von Wallenberg
- Costumes : Nicole Schott
- Photographie : Eric Maddison
- Montage : David Checel
- Musique : Mario Grigorov
- Production : Steven Paul
- Société de production : Crystal Sky ; Ghost Vision (coproduction)
- Société de distribution : Anchor Bay Entertainment
- Pays d'origine : États-Unis
- Langue originale : anglais
- Format : couleur - 2.35 : 1
- Genre : thriller psychologique
- Durée : 90 minutes
- Dates de sortie :
  -  Royaume-Uni : 30 janvier 2012 (DVD avant-première mondiale)
  -  États-Unis : 22 mai 2012 (DVD)
  -  France : 6 novembre 2012 (DVD)

## Distribution
- Jon Voight (VF : Jean-Claude Sachot) : le lieutenant Jon Koski
- Teri Polo (VF : Natacha Muller) : Sarah Noble
- Julian Morris (VF : Taric Mehani) : Farley Connors, le médium
- Dermot Mulroney : l'officier Jack Musker
- Ben Crowley : Jim Noble
- Chloe Lesslie : Amy Noble
- Brett Baker : Gavin
- Kevin T. Bennett : la garde de sécurité
- Jason Collins : Dirk McClusky
- Dharbi Jens : Amy
- Erin Lindsay King : le journaliste
- Sandra Luesse : Manda Lee
- Kai Paris : Josh
- Mark Robokoff (VF : Thierry Walker) : le capitaine du bateau
- Skyler Shaye (VF : Maryne Bertieaux) : Megan

- Version française
  - Studio de doublage : Deedoodub
  - Direction artistique : Nathalie Lanux
  - Adaptation des dialogues : Dominique Vendeville

 Source et légende : version française (VF) sur RS Doublage et selon le carton du doublage français télévisuel.

## Production
Ce long-métrage a entièrement été tourné à Anchorage en Alaska.

## Accueil
Ce film est sorti directement en DVD en janvier 2012 en avant-première au Royaume-Uni, avant les États-Unis en mai 2012.
En France, il est distribué en DVD en novembre 2012 et diffusé à la télévision sous le titre Disparition inquiétante.